# Fraucimor

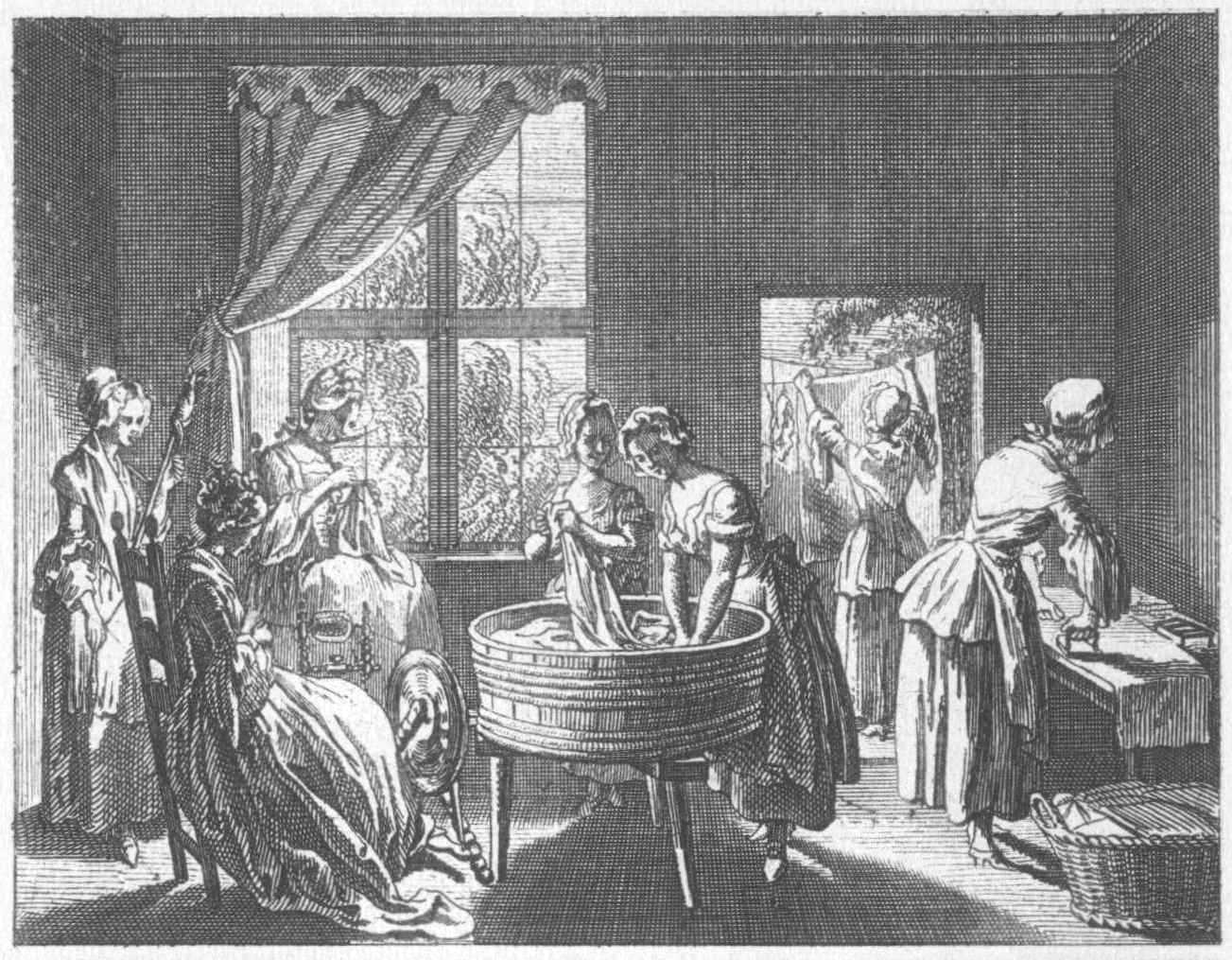
Daniel Chodowiecki: mědiryt znázorňující ženy při domácích pracích (1774)

Fraucimor (z německého Frauzimmer – ženský pokoj, dobově  frawenzymer)
bylo v německy mluvících zemích označení jak pro komnaty (resp. část sídla) vyčleněné pro manželku šlechtice či panovníka, tak pro celý její dvůr, tj. skupinu osob, které jí dělaly společnost a doprovod zejména při slavnostních příležitostech, nebo pro ni vykonávaly různé domácí práce. V tomto významu se používalo od 15. století, od 17. století se význam postupně měnil.
Fraucimor mohlo tvořit až 50 osob obou pohlaví. Patřil do něj hofmistr či hofmistrová, dvorní kaplan, šašek, dále šlo o pokojské, služky a čeledíny, švadleny, pradleny, kuchaře, nižší úředníky a další.
Fraucimor (ve smyslu obydlí) byl často umístěn odděleně od obytných prostor šlechtice a řídil se zvláštními pravidly.
V 17. století začal být pojem fraucimor používán pro skupinu žen a později ženy obecně. V původním významu přestal být pojem používán zhruba v 18. století.
V hovorové němčině se výrazu fraucimor převážně používá jako pejorativum pro ženu obecně: Was will dieses Frauenzimmer, srovnej s českým Co (tu) chce tahle ženština.
Jako fraucimor se označuje také část hradu nebo zámku vyhrazená pouze ženám a ženskému služebnictvu. Například na Karlštejně sloužilo jako fraucimor podkroví Císařského paláce.